# Matilde Salvador i Segarra
Matilde Salvador i Segarra (* 23. März 1918 in Castellón de la Plana; † 5. Oktober 2007 in Valencia) war eine spanisch-valencianische Komponistin und Malerin.

## Leben und Werk
Matilde Salvador erhielt als Tochter und Enkelin von Berufsmusikern mit sechs Jahren ihren ersten Klavier- und Musikunterricht von ihrer Tante Joaquina Segarra sowie von ihrem Vater Josep Salvador i Ferrer. Ihre Mutter Matilde Segarra i Gil war professionell ausgebildete Kunstmalerin, die bei Vicent Castell i Domènech studiert hatte. Ihr Vater war Geiger, der bei der Gründung der Philharmonischen Gesellschaft und des Konservatoriums von Castellón beteiligt war. Ihre Schwester war die Violinistin Josefina Salvador. Matilde Salvador setzte ihre musikalische Ausbildung nach dem Unterricht in der Familie am Konservatorium von Castellón fort und schloss im Alter von 18 Jahren ihr Studium am Konservatorium von Valencia ab. In beiden Ausbildungsstätten fungierte Vicent Asencio als ihr Lehrer für Harmonie, Komposition und Orchestrierung, den sie 1943 heiratete.
Von 1974 bis 1989 lehrte Matilde Salvador selbst Solfeggio und Musiktheorie am Konservatorium von Valencia.
Die Kompositionen Matilde Salvadors zeigen sowohl Einflüsse Manuel de Fallas wie auch des französischen Impressionismus. Das Spätwerk ist durch Einflüsse Igor Strawinskys gekennzeichnet.
Matilde Salvador schrieb unter anderem die Kantate Llant per la mort de Falla (1946, „Weinen um den Tod von de Falla“), das Bühnenwerk Retablo de Navidad (Valencia 1953, „Weihnachtsbild“), das Ballett El segoviano esquivo (Granada 1953, „Der menschenscheue Einwohner von Segovia“), die choreographische Dichtung Judas (Granada 1955), die Missa de Lledó (1964, „Messe von Lledó“), die Opern Vinatea (1966, Barcelona 1974, Die Oper handelt von dem valencianischen Adligen Vinatea, der aufgrund der Zugeständnisse König Alfonsos hingerichtet wurde, die dieser seinem Sohn gemacht hatte.) und Mujeres de Jerusalem (1972, „Frauen von Jerusalem“), Chöre und zahlreiche Lieder. Besonders erwähnt werden müssen ihre Liedsammlungen Planys, cançons i una nadala (1945–64, „Wehklagen, Lieder und ein Weihnachtslied“) sowie die Cervantinas (1975, Tänze und Musikstücke in Gedenken an Miguel de Cervantes), in denen sie unter anderem Texte von Bernat Artola, Xavier Casp, Salvador Espriu und Miquel Costa vertonte.
Bereits 1933 fanden Aufführungen von Matilde Salvadors Chorwerken statt. Für einige ihrer Kompositionen erhielt Matilde Salvador öffentliche Auszeichnungen. 2005 wurde sie aufgrund ihrer Leistungen im Bereich der Musik mit dem Creu de Sant Jordi der Generalitat de Catalunya ausgezeichnet. Sie wirkte seit 1985 als Mitglied des Musikbeirats des Ministeriums für Kultur, Bildung und Wissenschaft der Generalitat Valenciana.
Matilde Salvador pflegte, durch ihre Mutter inspiriert, die Glasmalerei. Ihre Werke zeichneten sich durch einen sehr persönlichen naiven Stil aus. Sie nahm mit solchen Werken an öffentlichen Ausstellungen teil.